# Додж Сити
Додж Сити (на английски: Dodge City) е град в Канзас, Съединени американски щати, административен център на окръг Форд. Наречен е на офицера Гренвил Додж. Населението му е 27 720 души (по приблизителна оценка от 2017 г.).
В Додж Сити е роден актьорът Денис Хопър (р. 1936).